# Scindapsus glaucescens
Scindapsus glaucescens (Engl. & K.Krause) Alderw. – gatunek wieloletnich, wiecznie zielonych pnączy z rodziny obrazkowatych, pochodzących z Borneo.